# (20340) Susanruder
(20340) Susanruder (1998 HR91) – planetoida z pasa głównego asteroid okrążająca Słońce w ciągu 3,67 lat w średniej odległości 2,38 j.a. Odkryta 21 kwietnia 1998 roku.